# أنديرس ميكلسن
أنديرس ميكلسن (بالنرويجية البوكمول: Anders Michelsen)‏ (27 سبتمبر 1970 - ) هو لاعب كرة قدم نرويجي في مركز الوسط. لعب مع نادي سترومسغودست ونادي شايد ونادي لين وFollo FK ‏ وDrøbak-Frogn IL ‏ وLanghus IL ‏.

## وصلات خارجية
- أنديرس ميكلسن على موقع قاعدة بيانات كرة القدم.إي يو (الإنجليزية)